# Dick Pieters
Dick Pieters (Zierikzee, 3 mei 1941) is een Nederlands kunstschilder. Pieters is autodidact en woont en werkt in Zeeland. Hij is lid van de Zeeuwse Kunstkring. Het werk van Pieters valt onder de kunststroming: realisme.

## Biografie
Pieters heeft slechts korte tijd een opleiding gevolgd aan het Hoger Instituut voor Schone Kunsten. Na een jaar is hij ermee gestopt en heeft zichzelf het schilderen verder aangeleerd. Pieters neemt over het algemeen veel tijd voor zijn schilderijen. Na eerst wat schetsen maakt hij nauwkeurigere tekeningen zoals hij het schilderij uiteindelijk wil hebben. Vervolgens bouwt hij het schilderij op aan de hand van precies geplaatste en minuscule stipjes, Hij doet dit laagje voor laagje, soms wel acht lagen, hierdoor kan het anderhalfjaar duren voor hij een schilderij heeft voltooid.
Belangrijke onderwerpen in het werk van Pieters zijn portretten en zelfportretten. Thema's die veelvuldig terugkeren zijn zwemmen en water.

## Galerij

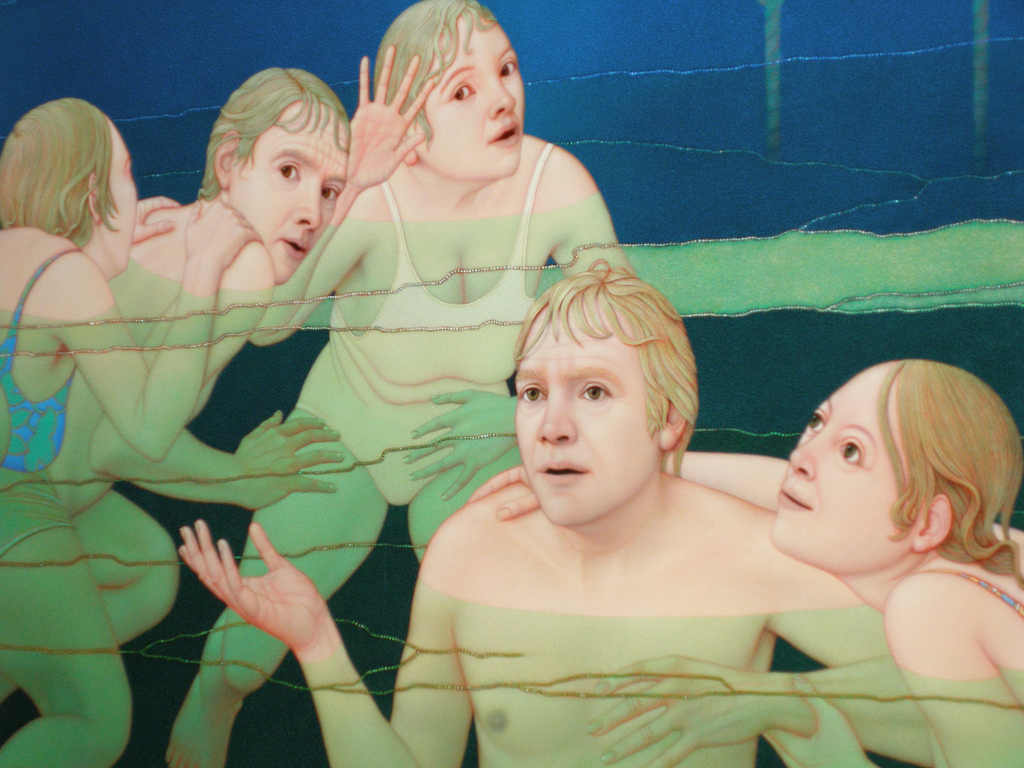
Zwemmers (detail, 1993)
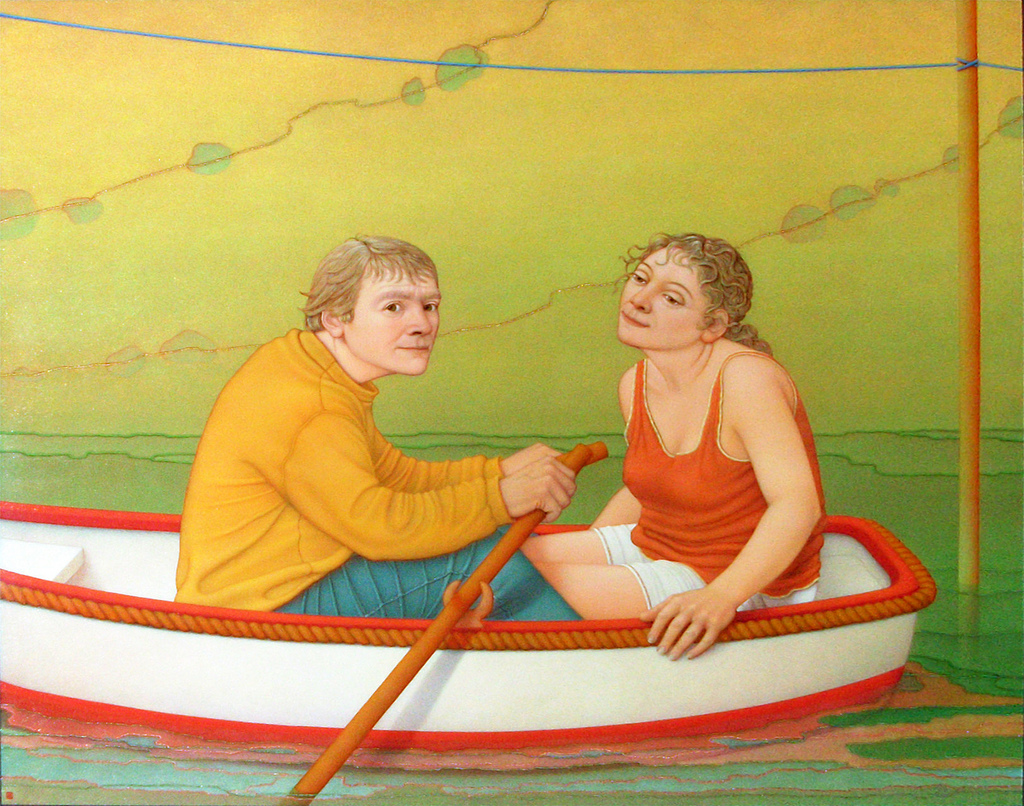
Op de rivier (1995)

## Exposities
- Met eigen ogen: Zelfportretten uit de Nederlandse moderne kunst in het Noordbrabants Museum ('s-Hertogenbosch) van 21 mei 2009 tot 30 augustus 2009
- Dick Pieters in detail: Schilderijen 1970 – heden in het Scheringa Museum voor Realisme (Spanbroek) van 15 oktober 2006 tot 28 januari 2007
- Dutch Realism in het Art Centre Silkeborg Bad (Silkeborg) van 28 januari 2006 tot 26 maart 2006
- De ontmoeting: Realistische kunst uit ING en eigen collectie in het Museum voor Moderne Kunst Arnhem (Arnhem) van 8 april 2003 tot 15 juni 2003
- Mokum 40 in Galerie Mokum (Amsterdam) van 8 juni 2002 tot 27 juli 2002
- Mokum 40: Realistisch bekeken in het Scheringa Museum voor Realisme (Spanbroek) van 27 mei 2002 tot 3 november 2002
- Nederlandse Realisten na 1950 in de Kunsthal Rotterdam (Rotterdam) van 19 mei 2001 tot 26 augustus 2001

## Publicaties (selectie)
- Heleen Buijs, Nederlandse realisten na 1950. Waanders, 2001 ISBN 9789040095603
- Dick Pieters in detail. Scheringa Museum voor Realisme, 2006 ISBN 9789078607014

- Gemeinsame Normdatei: 133744744
- International Standard Name Identifier: 0000 0001 1459 4338
- Library of Congress Control Number: nb2007018723
- Nederlandse Thesaurus van Auteursnamen: 304223468
- RKD-Nederlands Instituut voor Kunstgeschiedenis: 63426
- Union List of Artist Names: 500179916
- Virtual International Authority File: 1210588
- WorldCat: E39PBJfH46TkDwtmvRRkr8CxXd

Leden: Miems van Citters · Leen van Duivendijk · Adri Geelhoed

Oud-leden: Ad Braat · Han van den Broeke · An Goedbloed · Sárika Góth · Jan Haas · Louis Heymans · Wim Hofman · Peter de Jong · Han ter Keurs · Reimond Kimpe · Liesbeth Messer-Heijbroek · Guido Metsers · Dick Pieters · Wim Riemens · Chris van Schagen · Kees van de Wetering